# Filip I. Herodes
Filip byl synem židovského krále Heroda Velikého a jeho páté manželky Kleopatry.
Herodes ve své závěti rozdělil Judské království mezi tři své syny – Filipa, Archeláa a Antipu. Filip se měl stát tetrarchou Gaulantidy, Trachonotidy, Batany a Panie. Brzy po Herodově smrti však vypukly mezi bratry spory ohledně dědictví. Rozhodčím se jim stal římský císař Augustus. Sice dlouho váhal, ale nakonec v zásadě potvrdil Herodovu závěť.
Filip tak získal území na severovýchodě někdejšího království, která byla osídlena především nežidovským obyvatelstvem. O jeho vládě toho mnoho nevíme. Údajně byl poměrně oblíbený a stejně jako jeho otec s oblibou budoval. Nechal postavit města Panais a Betsaidu. Jeho vztahy s Římem byly velmi dobré a když v roce 33 nebo 34 zemřel, bylo jeho panství připojeno k římské provincii Sýrii.